# DOS/V POWER REPORT
DOS/V POWER REPORT（ドスブイ パワーレポート）は、インプレスが発行していた日本の自作パソコンに関するパソコン雑誌である。愛称は「パワレポ」。
1991年に創刊、1995年より月刊化、2019年秋より季刊化、2023年12月28日発売の「2024年冬号」を最後に休刊した。

## 概要
1990年のDOS/V登場とPC/AT互換機の普及を背景に1991年に雑誌として創刊され、同年1991年創刊のソフトバンク社「DOS/V MAGAZINE」と並んでPC/AT互換機（IBM PC互換機）を中心とした雑誌となったが、特に自作PCに重点がおかれた。

## 連載
- きのしたまりこの「作ってみよぉ。」

鈴木千絵里の自作しようぜっ!!!が2008年10月号連載開始
- Windows Vistaの基礎知識

Windows 7の基礎知識
- マザーボード完全攻略ガイド
- New PCパーツ コンプリートガイド
- 激安自作の殿堂
- ハンダでGO!3 チャレンジ編
- 高橋敏也の改造バカ一台
- 西川和久責任編集 続・今月の逸品
- KeyWord
- Q&A Collection
- PCパーツ スペック&プライス
- 全国Shopガイド
- DOS/V DataFile
- わがままDIY